# Воля-Гомулецька
Воля-Гомуле́цька, іноді Воля-Гамулецька — село в Україні, у складі Львівської міської громади, підпорядковується Львівській міській раді, як частина Шевченківського району м. Львова, Львівського району, Львівської області.
Інколи в історичних джерелах згадується як Вілька Грядецька.
На захід від села, на колишньому хуторі Гомулець є дерев'яна церква Прсв. Трійці 1756.

## Історія